# サハン・ドソヴァ
サハン・ドソヴァ（Sahan Dosova、カザフ語: Сахан Досова、1879年3月27日? - 2009年5月9日）は、カザフスタン歴代最高齢とされている女性。

## 略歴
1879年、セメイで生まれる。6歳で、両親がペストによって死去していた。
その後17〜18歳で結婚し、最初の夫から8人の子供をもうけた。しかし、1930年代に夫が死去し、その後も飢饉中に8人の子供がすべて死去する。その後、兄弟とともに、カルカラルスク地域に位置する、詩人カシム・アマンツホロフにちなんで名付けられた当時の州立農場で働いた。
戦後に再婚する。2番目の夫と3人の子供を産む。これらの3人の子供には合計37人の孫ができる。
2009年3月のインタビューでは「私はこの長寿にとりわけ特別な秘密があるわけではない。薬を飲んだことはないが、もし病気になったときはおばあちゃんの策を使って治していた。甘いものは嫌いだけど、塩漬けにしたカッテージチーズや地元の珍味であるクルトが好きだ。」と話している。
2009年に死去した。生年が正しければ130歳43日没である。